# Parafia Świętych Apostołów Piotra i Pawła w Łaszczowie
Parafia Świętych Apostołów Piotra i Pawła w Łaszczowie – parafia należąca do dekanatu Łaszczów diecezji zamojsko-lubaczowskiej. Została utworzona w XVI wieku. Mieści się przy ulicy 3 Maja.
Do parafii należą wierni z następujących miejscowości: Łaszczów, Małoniż, Nadolce, Ratyczów, Steniatyn, Steniatyn-Kolonia, Zimno, Żerniki.